# Dagobert III.
Dagobert III. (699. – između 3. rujna 715. i 29. veljače 713.), franački kralj od 711. – 715. godine.
Pipin koji je stvarni gospodar Franačke ga postavlja za kralja 711. nakon smrti oca Hildeberta III. Početkom njegovog "kraljevanja" dolazi do gušenja burgundske bune. Ovaj nevidljivi kralj je preminuo kao i Klodvig IV. od strane Pipina dok je još bio dijete.
Novi kralj potom postaje Hilperik II.
| Prethodnik:    | Kralj Franačke | Nasljednik:  |
| Hildebert III. | Kralj Franačke | Hilperik II. |